# Garun
Der Garun ist ein Fluss in Frankreich, der in der Region Bretagne verläuft. Er entspringt unter dem Namen Ruisseau des Guérets im Gemeindegebiet von Loscouët-sur-Meu, entwässert generell Richtung Ost bis Südost und mündet nach rund 30 Kilometern im Stadtgebiet von Montfort-sur-Meu als linker Nebenfluss in den Meu.
Auf seinem Weg durchquert der Garun die Départements Côtes-d’Armor und Ille-et-Vilaine.

## Orte am Fluss
(Reihenfolge in Fließrichtung)
- Saint-Méen-le-Grand
- Le Crouais
- Montauban-de-Bretagne
- La Nouaye
- Montfort-sur-Meu